# Fruits Basket
Fruits Basket (フルーツバスケット Furūtsu basuketto?), también conocida como Furuba, es una serie de manga escrita e ilustrada por Natsuki Takaya. La historia se centra en una estudiante de 16 años llamada Tōru Honda, quien, luego de la muerte de su madre y de un derrumbe que destruye su hogar provisional, comienza a vivir con algunos miembros de la peculiar familia Sōma. Tras una serie de acontecimientos, Tōru termina descubriendo un gran secreto: los Sōma sufren una gran maldición, la cual dictamina que los miembros de la familia, al ser abrazados por alguien correspondiente al sexo opuesto, se convierten en un animal del Zodiaco chino. Tōru irá poco a poco conociendo a los demás integrantes de esta misteriosa familia, logrando apaciguar el dolor y sufrimiento que la maldición le ha provocado a cada uno de ellos.
En 2001, recibió el premio Kōdansha al mejor manga shōjo. Durante este mismo año, la historia fue adaptada a una serie de anime, realizado por Studio DEEN. Ha sido licenciado y doblado en España y emitido en cadenas como Animax o Buzz, y también ha sido doblado en catalán y emitido en K3. En 2015, comenzó a publicarse una secuela del manga, escrita por la autora original, la cual fue distribuida en HanaLaLa online y en Bessatsu Hana to Yume.
Un remake del anime fue estrenado en abril de 2019, el cual culminó con 26 episodios. En septiembre del mismo año se confirmó la realización de una segunda temporada. Esta nueva versión pretende relatar la historia del manga en su totalidad, bajo la supervisión de la mangaka. En abril de 2019, la autora publicó el primer capítulo especial, de un total de 3, del manga Fruits Basket: Arco especial del trío Mabudachi. Los acontecimientos de esta historia se posicionan en la misma línea temporal de los sucedidos en el capítulo final del manga original y tiene por protagonistas al trío Mabudachi: Ayame, Hatori y Shigure Sōma. Fue publicada por la revista Hana to Yume.
Una película recopilatoria titulada Fruits Basket: Prelude se estrenó en cines en Japón en febrero de 2022.

## Argumento
La vida de Tōru Honda, una estudiante de secundaria, cambia luego de perder a su madre en un accidente. Es enviada a vivir con su abuelo, pero como este se había marchado a la casa de un familiar por reformas en su casa, Tōru entonces decide irse a vivir sola en una tienda de campaña que ha levantado ella misma en un terreno desocupado del bosque, desconociendo que en realidad era propiedad de la familia Sōma. Tōru se mantiene con un trabajo temporal y espera ayudar a su abuelo.
Mientras iba caminando hacia la escuela se encuentra una casa, entra y conoce a Shigure. Al anochecer, él junto a Yuki Sōma (el "príncipe" y chico popular de la escuela) ven a Tohru en el bosque, la siguen y se encuentran con su tienda de campaña. Cuando Tōru amanece en casa de Yuki, se da cuenta de que el terreno en que ella estaba acampando pertenece a la afamada familia Sōma. La casa que los Sōma tienen en este terreno pertenece a Shigure. Después de recibirla en su casa, aparece Kyō (primo de Yuki), con la intención de retar a Yuki a un combate. Tōru intenta detener a Yuki y Kyō para que no peleen, pero, al hacerlo, tropieza con un pedazo de madera que había caído del techo, cayendo sobre Kyō, Yuki y Shigure. La sorpresa de Tōru es enorme cuando ante el contacto con ella, los tres miembros de la familia Sōma se transforman en animales.
Tras volver a su forma humana, Shigure explica a Tōru que los miembros de la familia Sōma están siendo afectados por la maldición del zodiaco chino (同士 jūnishi?), la cual consiste en que, al ser abrazados por miembros del sexo opuesto o hallarse en momentos de extrema agitación emocional, sus cuerpos se transforman en animales pertenecientes al zodiaco chino, según el año de su nacimiento. La excepción sería Kyō, quien se transforma en el gato, el cual según la leyenda fue traicionado por la rata quedando fuera así del zodiaco chino. Como una forma de venganza, el gato lanzó una maldición sobre la rata y la maldición recayó sobre los otros animales. Esta traición es la que lleva a una extrema rivalidad entre Yuki (la rata) y Kyō (el gato), además de ser la base de la maldición de los Sōma. En toda la serie Tōru ira descubriendo a las demás personas con los demás animales, entablando amistad con la mayoría de estos. Por otra parte en el colegio se le generan problemas cuando las seguidoras del "príncipe" la ven muy apegada a Yuki y a Kyo. Tōru promete no revelar este secreto a nadie. El líder de la familia, Akito Sōma acepta en primera instancia que Tōru siga conviviendo con los Sōma.

## Personajes
- Tohru Honda:

Ella es la protagonista principal, conocida por su optimismo alegre, su naturaleza amable y honesta causa una gran simpatía por los demás
- Kyo Sohma:

Él es maldecido por el espíritu del gato del zodiaco chino. Se transforma en un gato naranja cada vez que es abrazado por un miembro del sexo opuesto o si está bajo mucho estrés. 
El gato no es un animal en el zodiaco chino, pero la leyenda dice que el gato pudo haber sido incluido si la rata no lo hubiera engañado. Como resultado, él y Yuki Sohma (la rata) no se llevan bien, ya que Kyo culpa a Yuki por toda su desgracia y maltrato, y lo llevó a hacer un trato con Akito Sohma de que si pudiera vencer a Yuki, no estaría Confinado a la habitación del gato.
- Shigure Sohma:

El es el perro del zodiaco chino, es el miembro mayor de la familia Shoma.
Shigure es descrito como un vago y de mente sucia, puede ser extremadamente astuto y manipulador. Después de haber estado enamorado de Akito Sohma desde que estaba en el útero, Shigure ha declarado que está dispuesto a sacrificar cualquier cosa o ensuciarse las manos para conseguir lo que quiere. Su principal motivación es romper la maldición Sohma para poder liberar a Akito; el Dios, de la maldición y la necesidad de vivir como un hombre, para poder tenerla para él solo.
- Ayame Sohma:

Ayame es la Serpiente del Zodíaco Chino, es el hermano mayor de Yuki Sohma; es extremadamente vivaz, extravagante, confiado y egocéntrico. Está absolutamente obsesionado con ganarse el amor de Yuki, ya que se dio cuenta de sus errores de ignorar por completo a Yuki y negarle apoyo en su infancia. A medida que avanza la serie, Yuki acepta gradualmente a Ayame como un hermano e incluso trata de entenderlo.
- Yuki Sohma:

Cuando Yuki era joven, Akito Sohma, el jefe de la familia, lo mantuvo aislado del resto de la familia y lo convenció de que a nadie le gustaba ni lo necesitaba. Debido a este abuso emocional, Yuki tiene baja autoestima.
- Akito Sohma:

Es la líder principal de los Sohma, manipuladora, frágil y de mala salud. Akito al llevar el poder sobre los Sohma, ocuparía el lugar de dios del zodiaco. Akito la mayor parte de la historia, es abusiva y cruel con todo el zodiaco chino, ya que ella es el Dios. Ella ha hecho daño a la mayoría de los miembros del zodiaco de alguna manera (Género: en el anime, Akito es hombre, mientras que en el manga Capítulo 98 se revela que Akito es mujer, porque su madre la obligó a vivir como un chico.
- Momiji Sohma:

Momiji es el conejo del zodíaco chino. Es mitad Japonés y Mitad Alemán. Natsuki Takaya, la autora, lo describe como el más agradable de los Sohma. Detrás de su carácter y aspecto adorable esconde un pasado triste, ya que su madre no lo aceptó cuando el nació y se le borró la memoria sobre que el era su hijo para que no sufriera más.
- Hatsuharu Sohma:

Él es el Buey del Zodíaco Chino . Debido a la influencia del Buey, tiene una personalidad Yin y Yang; ya que, aunque suele estar tranquilo y plácido, puede enfurecerse cuando se le provoca.
Tiene una reputación en la familia por ser algo estúpido y culpa a Yuki Sohma, despups quede que Yuki le preguntó a Hatsuharu si cree que es estúpido, se dio cuenta de la trampa mental y desde entonces ha amado a Yuki. Haru es un año menor que Yuki.
- Hiro Sohma:

Es la Oveja del Zodíaco Chino y el más joven.

## Media

### Manga

#### Fruits Basket
El manga original fue serializado por Hana to Yume entre el 18 de julio de 1998 y el 20 de noviembre de 2006. Tuvo un total de 136 capítulos. Asimismo, compiló un total de 23 volúmenes tankōbon. El último volumen fue publicado el 19 de marzo de 2007.
En 2001 recibió el Premio de Manga Kōdansha, en la categoría mejor manga shōjo.
Existen algunas diferencias entre la historia contenida en el manga con la primera versión del anime, gestadas, básicamente, por el número de episodios que tuvo la adaptación. Esta, al tener solo 26 capítulos, no logró abarcar la totalidad de la historia, por lo que no alcanzó a presentar a varios personajes importantes.

#### Fruits Basket another
Entre el 9 de septiembre de 2015 y el 3 de diciembre de 2018 se publicó una continuación del manga original denominada Fruits Basket another (フルーツバスケットanother?). Fue publicada por Bessatsu Hana to Yume y por Hana LaLa Online. Tuvo un total de 3 volúmenes tankōbon. La historia se centra en una nueva personaje principal, cuyo nombre es Sawa Mitoma, quien asiste a la misma preparatoria a la que fueron Tōru y compañía. Sawa, durante sus días de escuela, conocerá a Mutsuki Sōma, un joven que cambiará su vida luego de convertirse en la primera persona que la trata con amabilidad en años.

#### Fruits Basket: Arco especial del trío Mabudachi
La autora publicó en Hana to Yume una serie especial de 3 capítulos breves, bajo el título de Fruits Basket: Arco especial del trío Mabudachi, durante el año 2019. El primero de ellos se lanzó el 20 de abril; el segundo el 5 de junio; y el último, el 5 de julio. La historia se centra en el trío Mabudachi, compuesto por Ayame, Hatori y Shigure Sōma, cuya línea temporal se sitúa en la misma del capítulo final del manga original.

### Anime

#### Fruits Basket (2001)
Dirigido por Akitaro Daichi y realizado por Studio DEEN, Fruits Basket se estrenó el 5 de julio de 2001 por la cadena TV Tokyo. Con un total de 26 episodios, la serie finalizó su transmisión el 27 de diciembre de ese mismo año. Fue licenciado para su transmisión en España por la cadena televisiva Buzz.
La serie tuvo mucho éxito en Japón y, tras una votación realizada por la revista Animage - Anime Grand Prix - , fue reconocida como la mejor serie de 2001; al igual que Tōru Honda como personaje femenino. El animé es presentado muy diferente del manga y no explica las historias (que en el cómic sí salen) de Uo, Hanajima, Rin Sohma, y Kureno Sohma. Yui Horie - seiyū de Tōru - obtuvo el segundo lugar en la categoría mejor seiyū.
Ha sido licenciado y doblado en España y se emite en cadenas como Animax o Buzz.

#### Fruits Basket (2019)
El 4 de mayo de 2019 se emitió el primer capítulo de la temporada 1 de la nueva versión del manga original. El remake fue dirigido por Ibata Yoshihide y contó con la supervisión de la autora del manga. Asimismo, tuvo un nuevo elenco de voces, siendo la seiyū de Tōru, Manaka Iwami; el de Kyo Sōma, Yuma Uchida; y el  de Yuki Sōma, Shimazaki Nobunaga. En septiembre del mismo año se anunció la realización de una segunda temporada del anime, teniendo como fecha de lanzamiento el año 2020. En septiembre de 2020 se confirmó una tercera y última temporada para 2021.
Ha sido licenciado por Funimation para Latinoamérica(México, Perú, Chile y Colombia) y doblado al español latino en México y se encuentran disponibles las tres temporadas en el servicio de streaming de Funimation Tras la adquisición de Crunchyroll por parte de Sony, la serie se trasladó a Crunchyroll obteniendo la licencia de la serie fuera de Asia.
El 1 de febrero de 2021, Funimation anunció que la serie recibió un doblaje en español latino, que se estrenó el 23 de febrero. Tras la adquisición de Crunchyroll por parte de Sony, el doblaje se trasladó a Crunchyroll.